# Bebearia orientis
Bebearia orientis är en fjärilsart som beskrevs av Karsch 1895. Bebearia orientis ingår i släktet Bebearia och familjen praktfjärilar. Inga underarter finns listade i Catalogue of Life.